# Puckie Błota
Puckie Błota (kaszb. Pùcczé Błota) – to duży bagnisty obszar pradoliny Pobrzeża Kaszubskiego, stanowiącej naturalny dział pomiędzy kępami Pucką, Swarzewską i Wysoczyzną Żarnowiecką. Dnem pradoliny przepływa mająca swe źródła w okolicy Starzyńskiego Dworu rzeka Płutnica. Podmokłe łąki Puckich Błot są ostoją ptaków błotno-wodnych. Na południowym obszarze błot powstała w ostatnich latach największa na obszarze powiatu puckiego farma wiatrowa.